# Erasmus Rotterdam Gezondheid Onderzoek
Erasmus Rotterdam Gezondheid Onderzoek (ERGO), vaak ook als de Rotterdam-studie aangehaald, is een Nederlands grootscheeps prospectief cohort-onderzoek in de Rotterdamse wijk Ommoord. De studie begon in januari 1990 met bijna 8.000 55-plussers, die iedere drie jaar nauwgezet medisch onderzocht worden. Doel van het onderzoek is grootschalig epidemiologisch onderzoek naar het ontstaan van ouderdomsziektes.
In 2006 is het onderzoek uitgebreid met 45-plussers, in 2016 met 40-plussers. Gedurende de eerste twintig jaar dat het project liep, werden gegevens van bijna 15.000 Rotterdammers verzameld en geanalyseerd. Het onderzoek leidde tot een kleine 100 promoties en ruim 1000 wetenschappelijke publicaties.